# Ingo Fliess

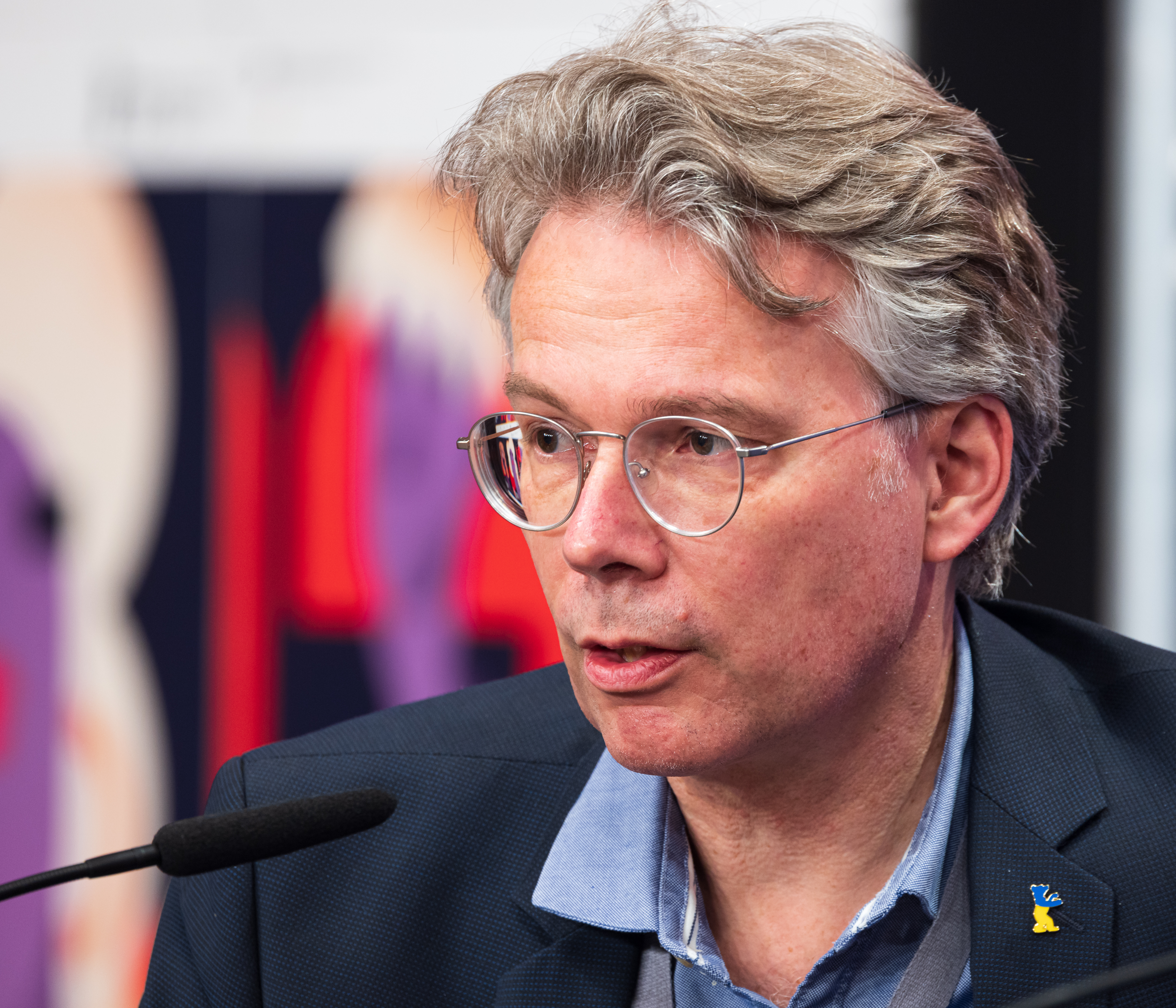
Ingo Fliess bei der Präsentation von Das Lehrerzimmer auf der Berlinale 2023

Ingo Fliess (* 1965) ist ein deutscher Filmproduzent und Unternehmer.

## Leben
Fliess wurde 1965 geboren und studierte bis 1991 Kunstgeschichte in Bamberg und Berlin. Danach arbeitete er als Drehbuchagent, Lektor und schließlich Geschäftsführer bis 2005 für den Verlag der Autoren. Im Jahr 2007 gründete er das Filmstudio „if... Productions“, das sich seitdem auf Autoren- und Dokumentarfilme spezialisiert. Auch gründete er ein Jahr später mit Jörg Adolph und Gereon Wetzel das Unternehmen „DocCollection“, das eine Vertriebsplattform für DVDs wurde. Als Produzent drehte er mit Adolph die Filme Elternschule und Vogelperspektiven. Im Jahr 2023 wurde der von ihm produzierte Spielfilm Das Lehrerzimmer mit dem Deutschen Filmpreis ausgezeichnet und war im gleichen Jahr zum Oscar in der Kategorie „International Feature“ nominiert. 
Zudem arbeitet Fliess seit Januar 2023 als Professor an der Hochschule für Fernsehen und Film München, wo er gemeinsam mit Corinna Mehner den Studiengang „Produktion & Medienwirtschaft“ leitet.
Fliess lebt in München.

## Filmografie (Auswahl)
- 2006: Paulas Geheimnis
- 2010: Mein Leben im Off
- 2013: Mein Weg nach Olympia
- 2014: Ein Geschenk der Götter
- 2015: Mission Control Texas
- 2018: Elternschule
- 2018: Wackersdorf
- 2019: Es gilt das gesprochene Wort
- 2021: Das Mädchen mit den goldenen Händen
- 2022: Schweigend steht der Wald
- 2022: Geschichten vom Franz
- 2022: Verabredungen mit einem Dichter – Michael Krüger
- 2023: Vogelperspektiven
- 2023: Das Lehrerzimmer
- 2023: Neue Geschichten vom Franz
- 2025: Rosenthal

## Auszeichnungen (Auswahl)
- 2014: Förderpreis Neues Deutsches Kino als Produzent
- 2019: Deutscher Filmpreis – Nominierung in der Kategorie Bester Dokumentarfilm für Elternschule
- 2020: Deutscher Filmpreis – Filmpreis in Bronze in der Kategorie Bester Spielfilm für Es gilt das gesprochenen Wort
- 2023: Deutscher Filmpreis – Filmpreis in Gold in der Kategorie Bester Spielfilm für Das Lehrerzimmer